# Навигационные огни

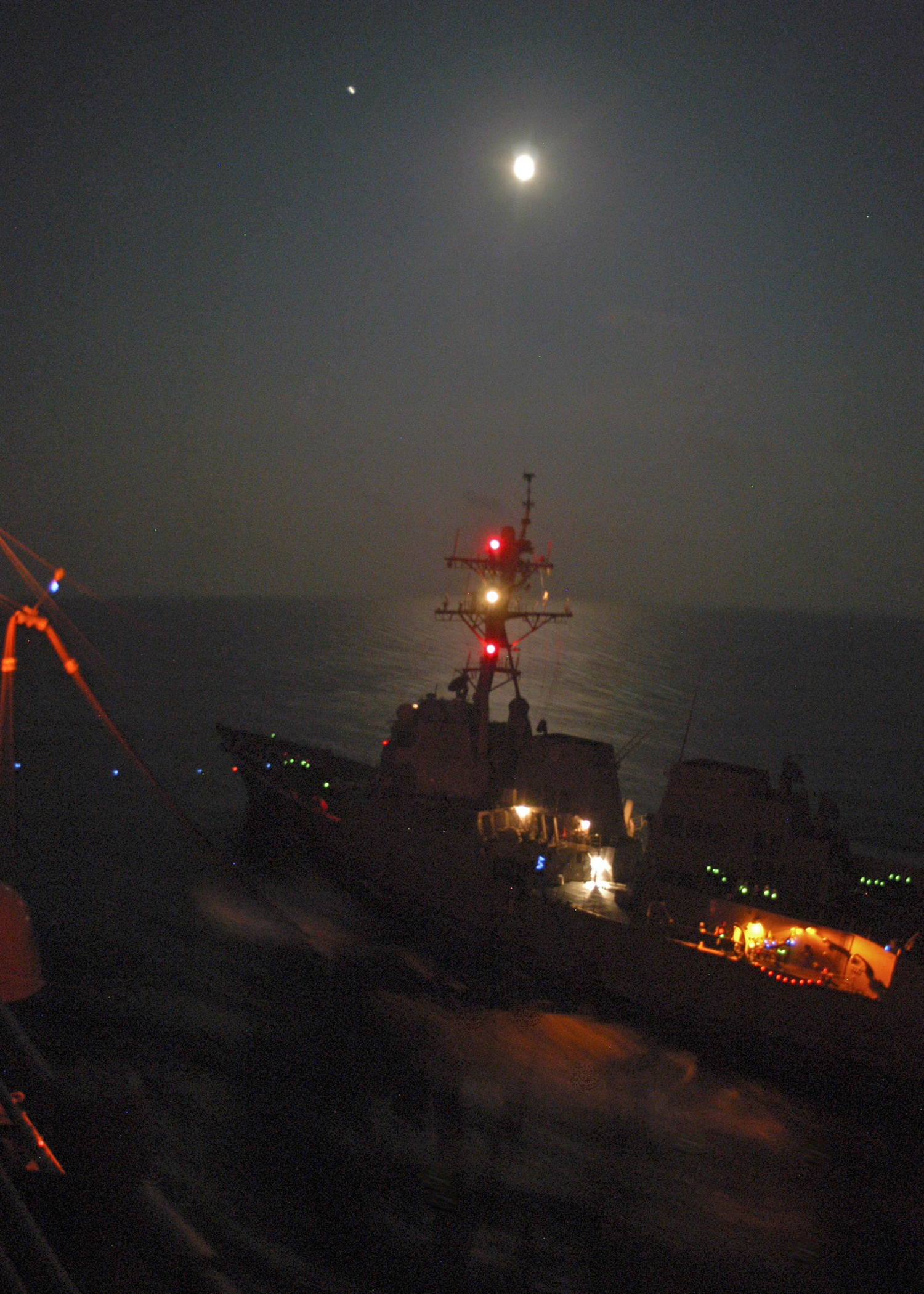
Корабельные навигационные огни «Ограничен возможностью маневрировать» на USS James E. Williams (DDG 95) во время приема топлива с УДК типа «Уосп» USS Bataan ВМС США

Навигационные огни — совокупность светотехнических приборов, предназначенных для обозначения судна или воздушного судна, указания его типа, а также характера движения или стоянки в ночное время. Аналогом навигационных огней на сухопутном транспорте являются габаритные огни.

## Корабельные навигационные огни
Навигационные огни морских судов и судов «река-море» должны отвечать требованиям Международных правил предотвращения столкновения судов (МППСС). Навигационные огни речных судов на внутренних водных путях Российской Федерации должны отвечать требованиям Правил плавания по внутренним водным путям Российской Федерации. В настоящее время в качестве навигационных огней используются электрические фонари, снабженные линзами Френеля и светофильтрами.

### Типы навигационных огней в соответствии с МППСС
1. «Топовый огонь» представляет собой белый огонь, расположенный в диаметральной плоскости судна, освещающий непрерывным светом дугу горизонта в 225° и установленный так, чтобы светить от направления прямо по носу до 22,5° позади траверза каждого борта.
2. «Бортовые огни» представляют собой зелёный огонь на правом борту и красный огонь на левом борту. Каждый из этих огней освещает непрерывным светом дугу горизонта в 112,5° и установлен так, чтобы светить от направления прямо по носу до 22,5° позади траверза соответствующего борта. На судне длиной менее 20 м бортовые огни могут быть скомбинированы в одном фонаре, выставляемом в диаметральной плоскости судна.
3. «Кормовой огонь» представляет собой белый огонь, расположенный, насколько это практически возможно, ближе к корме. Освещает непрерывным светом дугу горизонта в 135° и устанавливается так, чтобы светить от направления прямо по корме до 67,5° в сторону каждого борта.
4. «Буксировочный огонь» представляет собой жёлтый огонь, имеющий такие же характеристики, как и «кормовой огонь», описанный в пункте 3 этого Правила.
5. «Круговой огонь» есть огонь, освещающий непрерывным светом дугу горизонта в 360°.
6. «Проблесковый огонь» есть огонь, дающий проблески через регулярные интервалы с частотой 2 или более проблесков в секунду.

### Типы навигационных огней в соответствии с ППВВП РФ
1. Топовый огонь — белый огонь или красный, расположенный в диаметральной плоскости судна, излучающий непрерывный свет по дуге горизонта в 225° и расположенный так, чтобы этот свет был виден с направления прямо по носу судна до 22,5° позади траверза каждого борта;
2. Бортовые огни — зелёный огонь на правом борту и красный огонь на левом борту, причем каждый из этих огней излучает непрерывный свет по дуге горизонта в 112,5° и должен быть расположен так, чтобы этот свет был виден с направления прямо по носу судна до 22,5° позади траверза соответствующего борта;
3. Кормовой огонь — белый огонь, расположенный в кормовой части судна, излучающий непрерывный свет по дуге горизонта в 135° и расположенный так, чтобы этот свет был виден с направления прямо по корме до 67,5° с каждого борта;
4. Круговой огонь — огонь, излучающий свет непрерывно по дуге горизонта в 360°;
5. Буксировочный огонь — жёлтый огонь, излучающий непрерывный свет по дуге горизонта в 135° и расположенный так, чтобы этот свет был виден с направления прямо по корме до 67,5° с каждого борта;
6. Светоимпульсная отмашка цветная или белая — проблесковый огонь, излучающий свет по дуге горизонта в 112,5° от траверза судна к носу или корме с перекрытием диаметральной плоскости судна на 22,5°. Светоимпульсная отмашка является ночной и дневной сигнализацией. При отсутствии светоимпульсной отмашки разрешается применение ночью световой отмашки (мигание белым огнём), а днем — флага-отмашки;
7. Проблесковый огонь — огонь, дающий проблески через регулярные интервалы времени.

### Расположение навигационных огней на морских судах
| Расположение огней       | Значение |
| ------------------------ | --- |
| ОДИНОЧНЫЕ СУДА НА ХОДУ   | |
|                          | Судно длиной более 50 метров на ходу. Несет два топовых огня, кормовой огонь и бортовые огни |
|                          | Судно длиной менее 50 метров на ходу. Несет один топовый огонь, кормовой огонь и бортовые огни |
|                          | Судно на воздушной подушке на ходу. Несет топовый огонь, кормовой огонь, бортовые огни и жёлтый проблесковый круговой огонь |
|                          | Судно с механическим движителем длиной менее 12 м (моторная лодка) на ходу. Несет белый круговой огонь и бортовые огни (могут отсутствовать при длине менее 7 м и скорости менее 7 узлов) |
| СУДА ЗАНЯТЫЕ БУКСИРОВКОЙ | |
|                          | Судно, занятое буксировкой. Несет два топовых огня (один над другим), бортовые огни, кормовой огонь, буксировочный огонь над кормовым |
|                          | Судно, занятое толканием при ширине состава более 5 м. Несёт три топовых огня (расположенные в форме равностороннего треугольника, основанием вниз), бортовые огни, три кормовых огня (расположенные в форме равностороннего треугольника, основанием вниз) и над ними буксировочный огонь, топовый огонь на носу толкаемого состава |
|                          | Судно, занятое толканием при ширине состава менее 5 м. Несёт три топовых огня (расположенные в форме равностороннего треугольника, основанием вниз), бортовые огни, буксировочный огонь, топовый огонь на носу толкаемого состава |

## Аэронавигационные огни
Внешнее светотехническое оборудование летательного аппарата предназначено для обеспечения экипажу требуемых условий видимости ночью при взлёте, посадке, рулении, подсветки элементов конструкции и обозначения ЛА в пространстве. В других случаях, в соответствии с конструктивными особенностями и предназначением летательного аппарата.

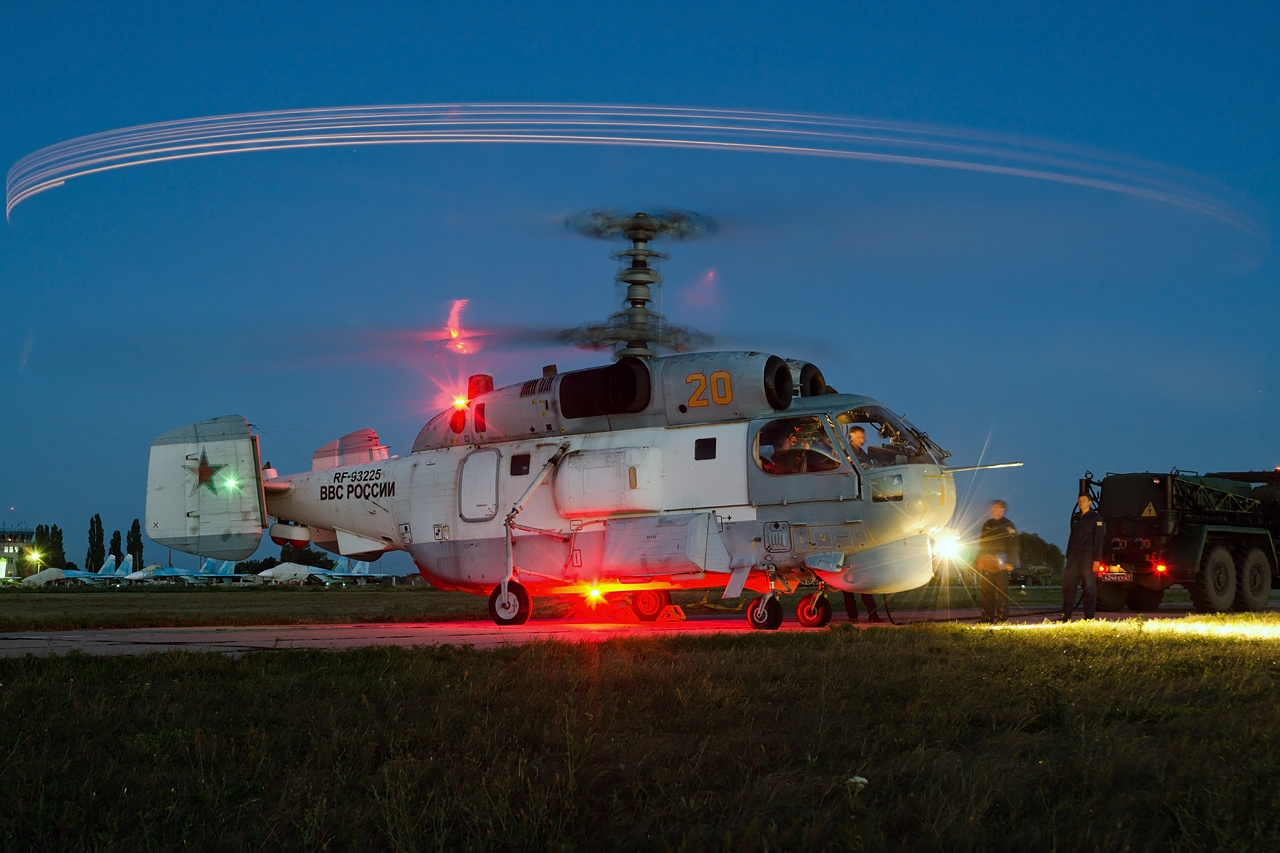
Вертолёт Ка-27ПС. Хорошо видно фары, боковые АНО на шайбах киля, проблесковые огни и контурные огни на законцовках лопастей верхней колонки винта

Аэронавигационные огни обычно состоят из боковых огней на консолях плоскостей: левый — красный, правый — зелёный, а также хвостового белого огня (на пассажирских транспортных самолётах дополнительно применяются белые фонари на задней части законцовок плоскостей). Расположение светильников и точная фокусировка ламп аэронавигационных огней позволяют стороннему наблюдателю в ночное время определять пространственное положение и направление движения летательного аппарата. Для лучшей заметности в электросхему бортовых аэронавигационных огней (БАНО) часто вводят элементы для получения прерывистого свечения (мигания).
Для обозначения траектории движения воздушного судна в пространстве используются импульсные (проблесковые) маяки красного или белого света. К примеру, простейший проблесковый маяк МСЛ-3, представляющий собой механизм вращения платформы с двумя односторонними зеркальными лампами СМ28-60 (мощностью 60 ватт), закрытый красным защитным стеклянным колпаком-светофильтром. Привод платформы осуществляется электромотором ПДЗ-5 с частотой проблеска световых пучков 90 всп/мин.
Или более мощный импульсный маяк МСИ, состоящий из блока питания маяка БПМ и двух светильников СИ — верхнего и нижнего. В этих светильниках используются ртутные импульсные лампы дугового разряда (как в фотовспышках), мощностью в импульсе 600 ватт. Как правило, светильники СИ имеют прозрачное неокрашенное стекло, хотя встречаются светильники с красными стёклами. Частота вспышек регулируется времязадающей цепью в блоке питания БПМ и составляет 40 импульсов в минуту. Аналогично работает и маяк СМИ-2К, в котором также применяется импульсная лампа дугового разряда мощностью 1000 ватт с красным колпаком-светофильтром.
В войну 2022 распространились бытовые дроны, переоборудованные в военные — при этом электромагнит сброса обычно распаивают на навигационные огни. Надпись «Навигационные огни включены» означает сброс гранаты.

## Соответствие с румбами
Если нос судна направить строго на север, то угловая мера 112,5° с правого и левого бортов будут соответствовать румбам восток-юго-восток (ESE) и запад-юго-запад (WSW) соответственно.
То есть, правый бортовой огонь будет светить от N до ESE, левый от N до WSW, топовый от ESE до WSW через N, а кормовой от ESE до WSW через S.